# 海技士 (電子通信)
海技士 (電子通信)（かいぎし）（でんしつうしん）は、海技従事者国家資格のうちの1つ。国土交通省管轄。
GMDSSが導入されモールス通信が必須ではなくなって以降の、無線部を有する船舶における通信長や通信士に必要な資格である。主に船舶の電子通信業務の担当になる。1級～4級に分かれ、それぞれの大型船舶の種別に対応している（詳細は海技士の項を参照）。
海技士（電子通信）の資格の相互間の上下関係は1級>2級>3級>4級となるが、1級海技士 (通信)の資格は1級海技士（電子通信）より上級の資格と位置づけられているため（船舶職員及び小型船舶操縦者法第5条第8項但書）、1級海技士（通信）の免許保有者は海技士（電子通信）の資格を別途取得しなくても、海技士（電子通信）が行なうことが出来る全ての業務に従事することが可能である。
なお一人の船舶職員は他の船舶職員を兼任できないのが原則であるが、海技士（電子通信）の資格を要する無線部の船舶職員（1級海技士（通信）である者を含む）は、甲板部や機関部の船舶職員になれる資格を併有している場合、それらのうちの一つを兼任することができる（同法施行令第5条第2項）。そのため現在の無線部船舶職員は、航海士など主に甲板部職員との兼任が普通である。
国家試験は年4回程実施される（実施は国土交通省）。試験には年齢制限があり、一定の乗船経歴が必要になる。乗船経歴については海技従事者を参照。もちろん所定の無線従事者資格の所持が必要であるし、また船舶局無線従事者証明も受けていなければならない。
資格取得に必要な身体的条件（健康状態）は小型船舶操縦士に比べてかなり厳しく、現役の通信長や通信士であってもそれに適合しなければ「海技士（通信）」同様、業務に就く事が出来なくなる。

## 試験科目
1級
- 学科

1. 船舶知識（動力、設備、構造等）
2. 気象知識
3. 緊急時の知識

- 身体検査

1. 視力、聴力、疾患の有無

2級
- 学科

1. 船舶知識（動力、設備、構造等）
2. 気象知識
3. 緊急時の知識

- 身体検査

1. 視力、聴力、疾患の有無

3級
- 学科

1. 船舶知識（動力、設備、構造等）
2. 気象知識
3. 緊急時の知識

- 身体検査

1. 視力、聴力、疾患の有無

4級
- 学科

1. 船舶知識（動力、設備、構造等）
2. 気象知識
3. 緊急時の知識

- 身体検査

1. 視力、聴力、疾患の有無